# B-mol
B-mol je molova lestvica, ki temelji na B ♭ in je sestavljena iz tonov B ♭, C, D ♭, E ♭, F, G ♭ in A ♭ . Ima pet nižajev . Njegov relativni dur je D-dur, vzporedni dur pa B-dur . Njegov enharmonični ekvivalent je Ais-mol, ki vsebuje sedem višajev, se običajno ne uporablja.
Naravna B-mol lestvica je:
Spremembe, potrebne za melodično in harmonično različico lestvice, so po potrebi vpisane z razvezaji. B harmonični mol in melodični mol lestvice so: